# كييتشي يوشيدا
كييتشي يوشيدا (6 مارس 1919 – 1944) هو سبّاح ياباني راحل، مثّل بلاده في الألعاب الأولمبية الصيفية 1936.

## روابط خارجية
كييتشي يوشيدا على موقع الاتحاد الدولي للسباحة (الإنجليزية)
- كييتشي يوشيدا على موقع أوليمبيديا (الإنجليزية)